# Formigueret de Sick
El formigueret de Sick (Terenura sicki) és una espècie d'ocell de la família dels tamnofílids (Thamnophilidae) que habita els boscos. Conegut únicament al nord-est de Pernambuco, a Brasil.
És una espècie descrita fa relativament poc temps.